# Born Free
|  | Denne artikel er oprettet af botten Steenthbot ud fra en ekstern database. Den kan derfor have sproglige fejl eller mangler. Denne skabelon kan fjernes efter kontrol af indholdet. |

Born Free er en dansk dokumentarfilm fra 2021 instrueret af Anna Steen Hansen og Mathias Nyholm Schmidt.

## Handling
På poetisk vis skildres hverdagen for en række unge zimbabweanere i en afgørende tid, hvor Zimbabwe angiveligt skal afvikle sit første demokratiske valg den 31.07.18 efter afsættelsen af Robert Mugabe. For første gang i årtier er der en voksende tro på, at den undertrykte ungdom endelig vil få en bid af den frihed, deres forfædre kæmpede så hårdt for at opnå. Da Mugabes gamle parti endnu en gang manipulerer med resultatet, og militæret indsættes mod fredelige demonstranter, efterlades de unge imidlertid med intet andet end bristede drømme.